# 圖爾派區
14°13′08″S 72°37′26″W / 14.219°S 72.624°W
圖爾派區（西班牙語：Distrito de Turpay），是秘魯的一個區，位於該國南部阿普里馬克大區的格羅省，始建於1958年2月28日，面積52.3平方公里，海拔高度3,440米，2005年人口831，人口密度每平方公里16人。